# Steinbach sprechende Bücher
Steinbach sprechende Bücher (Eigenschreibweise: steinbach sprechende bücher; ssb) ist der älteste (und bis 2016 unabhängige) Hörbuchverlag Deutschlands mit Sitz in Untermünkheim und einem Servicebüro in Frankfurt.

## Geschichte
Gründer des Verlags war der schwäbische Unternehmer Erich Schumm (bekannt für Esbit), der aus den USA die „vorgelesenen Bücher“ als zukunftsträchtiges Medium mitbrachte. Er gründete „schumm sprechende bücher“ und ließ mehrere Tonstudios errichten, um Literatur von namhaften Sprechern einlesen zu lassen.
1995 übernahm Johanna Steinbach-Grobst den Verlag und gab ihm seinen heutigen Namen. Zu den „Stammautoren“ des Verlages zählen u. a. Khaled Hosseini, Rafik Schami, Michel Bussi, Inger G. Madsen, Philipp Winkler, Marshall B. Rosenberg u. a.
Gemeinsam mit der J. Kamphausen Mediengruppe veröffentlicht der Hörbuchverlag die Hörbuchedition Meisterschaft im Leben. Am 1. Januar 2016 wurde das gesamte Verlagsgeschäft an den dänischen Verlag Lindhardt og Ringhof verkauft. Lindhardt og Ringhof ist das zweitgrößte Verlagshaus Dänemarks und gehört zur Egmont Mediengruppe. Lindhardt og Ringhof ist auf den digitalen Vertrieb von Hörbüchern und E-Books spezialisiert; steinbach sprechende bücher übernimmt von Lindhardt og Ringhof das Recht zur physischen Vervielfältigung und zum Vertrieb – und handelt mit dem Verkauf physischer Hörbücher weiterhin selbständig.